# Мраморна смрдибуба
Мраморна смрдибуба (лат. Halyomorpha halys, Stål, 1855) је врста која припада реду Hemiptera (риличари) и подреду Heteroptera (стенице), из породице Pentatomidae. 
Пореклом је из Кине, Јапана, Кореје и других азијских региона. Септембра 1998. године врста је пронађена у граду Алентауну, у Пенсилванији, где се верује да је случајно унета. Припада инвазивним врстама. Први пут је регистрована у Европи 2004. године, а до Србије је дошла 2016. године.

## Распрострањењост
У Србији је широко распрострањена, среће се од низијских подручја до висина до 1000 метара надморске висине. Одрасле јединке су присутне током целе године.
Од 2010-те године врста је проширила своје распрострањење на земље као што су Грузија и Турска и нанела велику штету производњи лешника. Распрострањена је у многим деловима Северне Америке, Европе и Јужне Америке.

## Опис
Одрасле јединке су дугачке приближно 1,7 цм и отприлике исто толико широке. Обично су тамнобраон када се гледају одозго, са светлобраон доњом страном. Појединачна боја може да варира, а неке јединке имају различите нијансе црвене, сиве, светлобраон, бакрене или црне. Екстремитети су браон боје са слабим белим мрљама или тракама.
Нимфе у различитим фазама су црне или веома тамнобраон боје, са црвеним интегументом. Нимфе првог степена немају беле ознаке, али нимфе од другог до петог степена имају црне антене са једном белом траком. Екстремитети нимфи су црне боје са различитим бројем белих трака. Свеже пресвучене јединке свих фаза су бледобеле са црвеним ознакама. Јаја обично полажу на доњу страну листова у маси од 28 јаја. Светлозелене боје су када се положе, а постепено постају беле боје.
Жлезде које производе одбрамбене хемикалије (мирис) налазе се на доњој страни торакса, између првог и другог пара ногу.

## Понашање
Мирис је окарактерисан као „оштар мирис који мирише на коријандер“. Способност врсте да емитује мирис кроз рупе на тораксу је одбрамбени механизам који је еволуирао да спречи да је поједу птице и гуштери. 

## Парење
Током удварања, мужјак емитује феромоне и вибрацијске сигнале да би комуницирао са женком, која одговара сопственим вибрацијским сигналима. Инсекти користе сигнале да би се међусобно препознали и лоцирали. Вибрациони сигнали ове врсте су познати по ниској фреквенцији.

## Исхрана
Нимфе и одрасле јединке користе за исхрану преко 100 врста биљака, укључујући многе пољопривредне културе. Храњење ове врсте делимично резултира формирањем удубљења или некротичних подручја на површини плодова, мрљањем листова, губитком семена и могућим преносом биљних патогена. Ово је пољопривредна штеточина која може проузроковати широку штету на усевима воћа и поврћа (бресква, јабука, парадајз, крушка, малина). У Јапану је штеточина за соје и воће.

## Сличност у изгледу са аутохтоним врстама
Лако може да се помеша са Brochymena и Euschistus, најбоља идентификација за одрасле је бела трака на антенама. По изгледу је сличан другим аутохтоним врстама, укључујући родове Acrosternum, Euschistus и Podisus.

## Галерија
- Одрасла јединка
- Одрасла јединка
- Свеже пресвучена јединка
- Нимфа
- Јаја
- Одрасла јединка
- Одрасла јединка
- Halyomorpha halys i Harmonia axyridis